# 比爾號驅逐艦 (DD-40)
比爾號驅逐艦（舷號DD-40）是一艘隸屬於美國海軍的驅逐艦，為保爾丁級驅逐艦的19號艦。她是美軍第一艘以比爾為名的軍艦，以紀念探險家及美墨戰爭時期的海軍軍官愛德華·比爾（Edward Fitzgerald Beale）。
比爾號在1911年於克雷普父子造船廠開始建造，在1912年下水服役。接著比爾號留在大西洋及加勒比海執勤。美國參與第一次世界大戰後，比爾號到愛爾蘭海域，掩護協約國商船。戰後比爾號在1919年退役，並在1924年轉交美國海岸防衛隊，負責截查酒精走私。1930年比爾號回歸海軍，在1934年除籍，按倫敦海軍條約出售拆解。